# Dadá Maravilha
Dario José dos Santos zvaný buď Dario nebo také Dadá Maravilha (* 4. březen 1946, Rio de Janeiro) je bývalý brazilský fotbalista. Nastupoval především na postu útočníka.
S brazilskou fotbalovou reprezentací vyhrál mistrovství světa roku 1970, byť na závěrečném turnaji nenastoupil. Brazílii reprezentoval v 6 zápasech.
Je dvojnásobným mistrem Brazílie, jednou s klubem Atlético Mineiro (1971), jednou s SC Internacional (1976). Celou kariéru strávil v brazilských soutěžích, na nejvyšší úrovni hrál krom uvedených klubů za Flamengo, Recife, Ponte Preta, Paysandu, Náutico Capibaribe, Santa Cruz, EC Bahia, Goiás EC a Nacional.
Třikrát byl nejlepším střelcem brazilské ligy (1971, 1972, 1976).